# Обыкновенный орнатус
Обыкновенный орнатус (лат. Hyphessobrycon bentosi) — вид рыб из рода хифессобриконы. Из-за их окраски, данный вид путают с другим видом этого же рода – Hyphessobrycon rosaceus, но отличие заключается в их хвостовом плавнике.

## Описание
Белые кончики брюшных плавников создают контраст с основным цветом - кроваво-красным. Конец спинного плавника белого цвета, на хвостовом плавнике есть красные пятна. Данная черта привлекает самок. Посередине тело утолщено, сжато с боков. Спинной плавник серповидный. Между спинным и хвостовым плавниками есть жировой, который встречается у других рыб, выполняющий функцию стабилизатора для плаванья.
Цвет тела розовато-оранжевый. Брюхо светло-розовое, почти что белая. Хвостовой плавник прозрачный, на каждой лопасти по красному пятну. Анальный плавник того же цвета, что и анальная область. Длина тела  – 4-4,5 см. На верхнем плавнике чёрное пятно. 22-29 лучей на анальном плавнике; 29-34 продольных чешуек, два набора зубов на предчелюстной кости, с 1-4 внешними зубами и 7-12 внутренних.

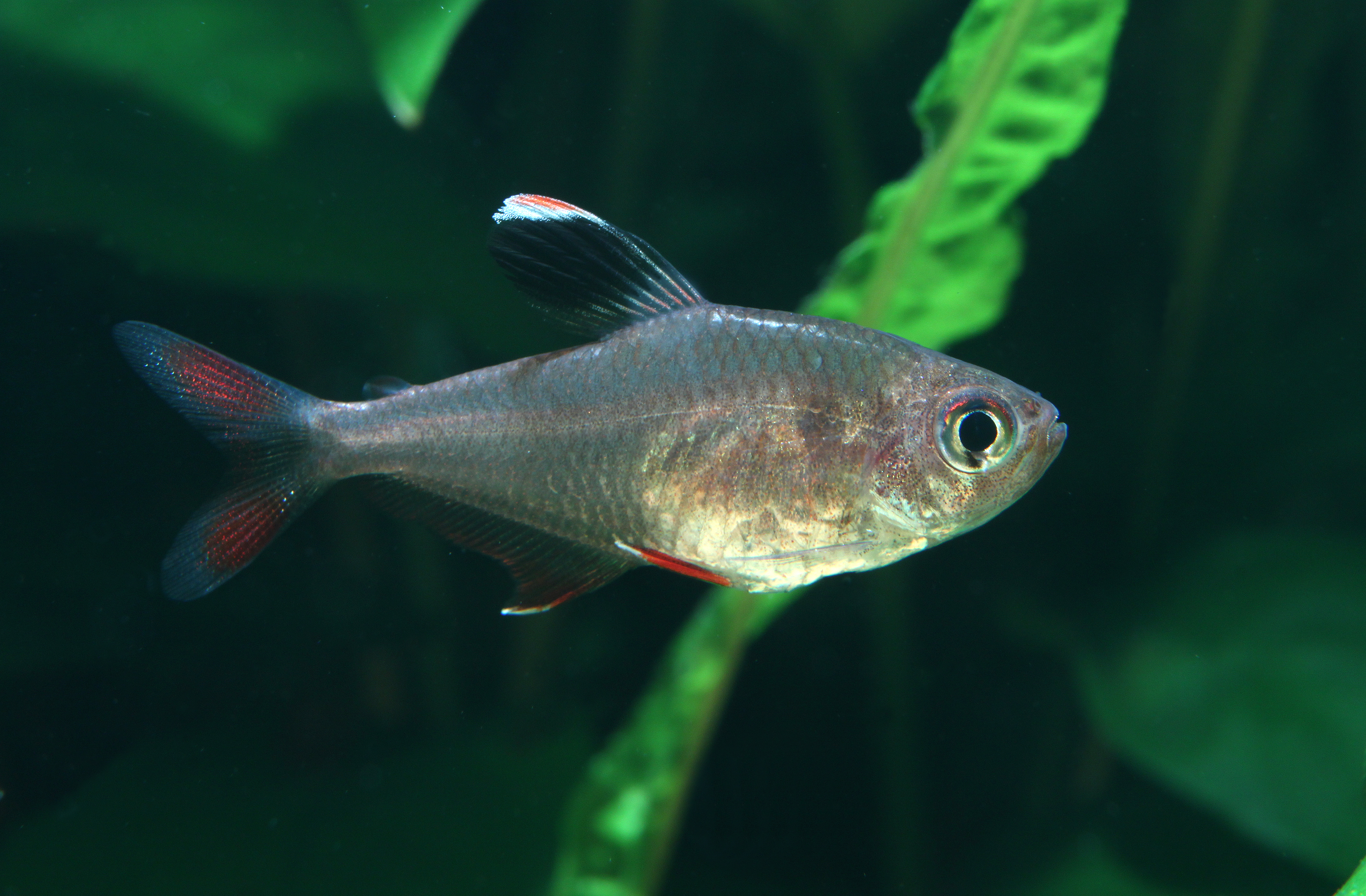
Самка

Живёт 4 года.

## Ареал
Обитает в медленно текущих водах, ручьях и притоках реки Амазонка, в Перу и Бразилии. Любит воды, затенённые деревьями и с затопленными корнями.

## Содержание
Впервые попала в Европу в 30-х годах 20-го века. Для аквариума требуется 50 л воды, с другими мирными и мелкими рыбками. Освещение умеренное. Надо установить укрытие с густыми зарослями растений, пещерками и корягами. Надо обновлять воды раз в неделю на 20% от воды всего аквариума. Любят воду с торфяным экстрактом. Должен быть мощный фильтр и мощный аэратор. Температура 23-25 °C, водородный показатель - 6.0-7.0. Надо кормить мелким живым кормом, также сочетая с сухим кормом для рыб такого же размера, как и она. Половая зрелость наступает в 6 месяцев. Минимальный размер аквариума - 60 см. Надо содержать в стайке по 6 рыб. Жёсткость воды – 3-12°.

### Разведение
Лучшая температура - 24-26 °C. Водородный показатель - 6,5-7, и жёсткость - 4°. Аквариум должен содержать растения. Освещение должно быть умеренным. После спаривания, самок и самцов надо содержать в отдельных аквариумах. Живот самки будет круглым, когда у неё будут яйца.
Мальки появляются утром, и самки откладывают яйца на растения. После откладывания яиц, родителей надо сразу пересадить в отдельный аквариум. Яйца развиваются 24-36 часов, сами мальки будут свободно плавать через 5 дней. Надо поменять воду в аквариуме. В первые дни, мальков надо кормить жаренной инфузорией, до того, как они перейдут на науплий и мелких червячков.

### Болезни
Рыба может заболеть, если в самом аквариуме много других видов рыб. Можно избежать болезней, если давать рыбам хорошо сбалансированную диету. Они могут заразиться паразитическими червями или простейшими, либо  бактериями. Рыбы со стрессом часто могут заболеть.